# Core-Training
Core-Training ([kɔː(r)], englisch für „Kern“ oder „Mitte“) ist eine Trainingsform zur Verbesserung der Körperstabilität und der Koordination durch gezieltes Training der Muskulatur in der zentralen Körperpartie des Menschen zwischen Zwerchfell und Hüfte. Core-Training trägt zur Leistungssteigerung und zur Verletzungsprävention bei.

## Einordnung und Grundlagen
Als Bestandteil des funktionellen Trainings werden beim Core-Training komplexe Übungen durchgeführt, um ganze Muskelketten zu beanspruchen. Es steht damit im Gegensatz zu Funktionsgymnastik und dem klassischen Krafttraining, die einzelne Muskeln isoliert trainieren. In diesen Übungsformen übernimmt meist das Sportgerät die stabilisierende Funktion. Das Gewicht wird beispielsweise auf festgelegten Bahnen geführt.
Im Rahmen des Core-Training wird vor allem die Muskulatur beansprucht, die als Verbindung zwischen Oberkörper und Unterkörper fungiert.
Bauchmuskulatur:
- gerader Bauchmuskel (Musculus rectus abdominis)
- querer Bauchmuskel (Musculus transversus abdominis)
- innerer schräger Bauchmuskel (Musculus obliquus internus abdominis)
- äußerer schräger Bauchmuskel (Musculus obliquus externus abdominis)

Rückenmuskulatur:
- tiefer Rückenmuskel (Musculus multifidus)
- viereckiger Lendenmuskel (Musculus quadratus lumborum)
- Rückenstrecker (Musculus erector spinae)

Teile der Streckerkette:
- Gesäßmuskulatur
- hintere Oberschenkelmuskulatur
- Hüftrotatoren

Im Gegensatz zu einfachen Streck- und Beugeübungen, wie beispielsweise den Situps, werden im Core-Training funktionelle Bewegungsabläufe an zentraler Stelle im Laufe der Einheit positioniert. Diese mitunter sehr komplexen Bewegungen finden sich unter anderem im Medizinball- und dem Kabelzugtraining wieder. Neben dem eigenen Körpergewicht werden freie Gewichte oder Bälle sowie instabile Unterlagen verwendet.

## Ziele
Mit dem Core-Training verfolgen zumeist Leistungssportler das Ziel einer sportspezifischen Leistungssteigerung durch die optimale Kraftentwicklung und -weiterleitung durch die Körpermitte.
Darüber hinaus hat die Trainingsform aber auch ganzheitliche (Neben-)Effekte auf den Körper, weswegen einzelne Elemente des Core-Trainings immer häufiger auch im Breitensport Anwendung finden. Durch eine optimale Körperhaltung und verbesserte Bewegungsabläufe wird präventiv das Verletzungsrisiko verringert und ein positives Körperbewusstsein aufgebaut.

## Ausrüstung

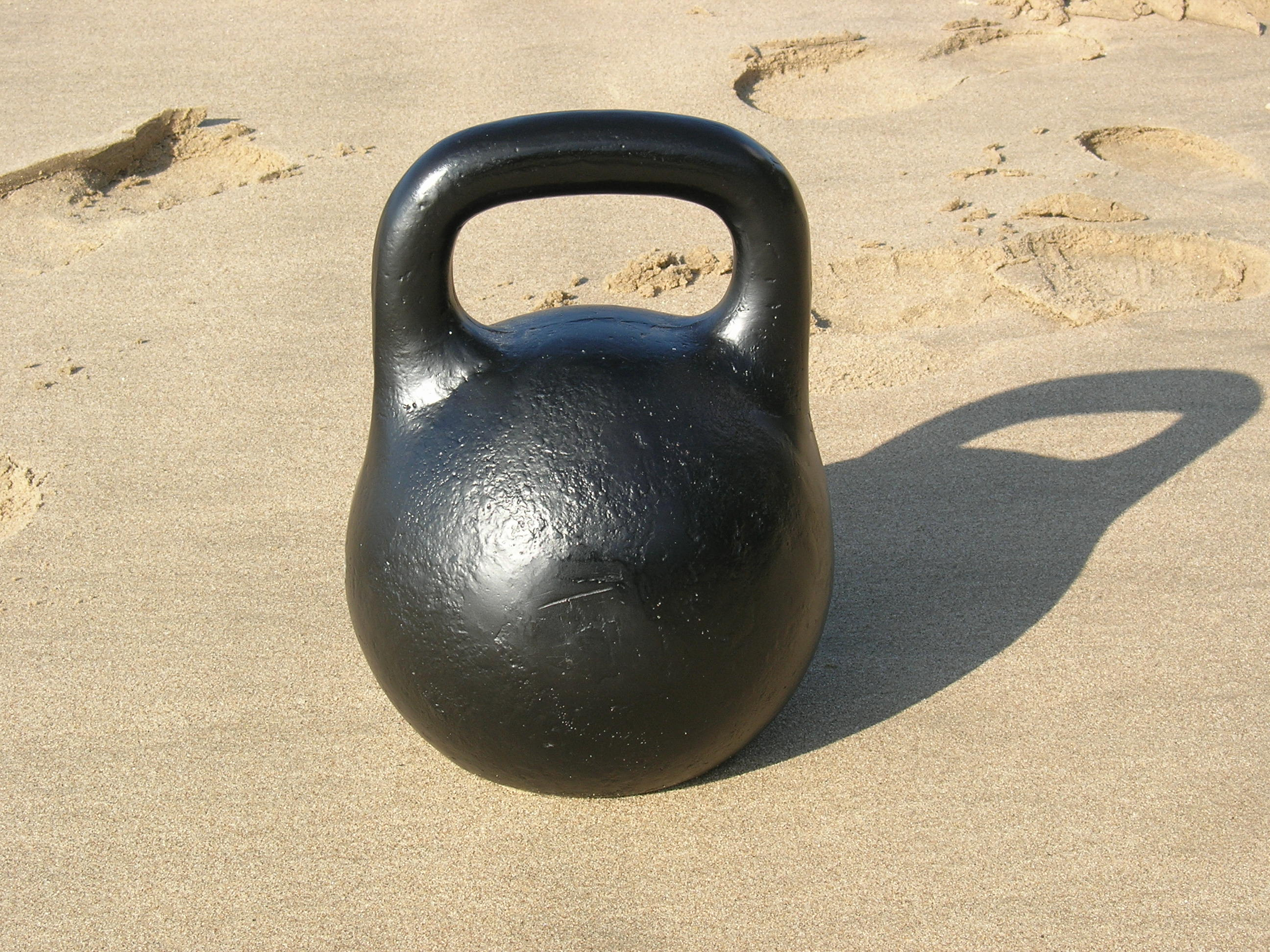
Kettlebell truebalance romeike

Im Core-Training gibt es Geräte, die aus anderen Trainingsformen und Sportarten übernommen wurden; manche Materialien wurden allerdings extra konzipiert. Es folgt eine kurze Übersicht über gängiges Zubehör:
- Kugelhantel (Kettlebell)

- Langhantel (Barbell)

- Kurzhantel (Dumbbell)

- Sandsack (Sandbag)

- Medizinball (Medicine Ball)

- Seil

## Anwendung und Übungen

Liegestütz

Zu den bekanntesten Beispielen für Core-Training gehören Yoga und Pilates. In beiden Übungsformen geht mehr Krafteinsatz vom Rumpf als von den Extremitäten aus.
Darüber hinaus nutzen mittlerweile einige Trainer und Profisportler das Core-Training beispielsweise in Form von Zirkeltraining.
Der Deutsche Fußball-Bund hat das Core-Training bis heute als festen Bestandteil in das Fitnessprogramm der deutschen Fußballnationalmannschaft integriert. Eingeführt wurde es durch den damaligen deutschen Bundestrainer Jürgen Klinsmann, als er in der Vorbereitung auf die Fußballweltmeisterschaft Mark Verstegen engagierte. Aber auch weitere Leistungssportler wie Mia Hamm (zweifache Olympiasiegerin, Fußball), Nomar Garciaparra (Baseball), Martina Hingis und Mary Pierce (beide Tennis) nutzen Core-Training als unterstützende Trainingsmethode.
Eine Vielzahl an Übungen, die dem Core-Training zugeschrieben werden, finden bereits im Fitnesstraining Anwendung. Ein Auszug typischer Übungen des Core-Trainings:
- Kniebeuge (Squats)
- Liegestütz (Push Ups)
- Ausfallschritte (Lunges)
- Frontal- und Seitstütze (Planks)